# Lijst van attracties in Hong Kong Disneyland
Deze pagina bevat een lijst van attracties in het Hongkonse attractiepark Hong Kong Disneyland.

## Huidige attracties
| Naam                                   | Opening           | Attractietype                     | Afbeelding |
| -------------------------------------- | ----------------- | --------------------------------- | ---------- |
| Frozen Ever After                      | 20 november 2023  | Dark water ride                   |            |
| Wandering Oaken’s Sliding Sleighs      | 20 november 2023  | Junior Coaster                    |            |
| Animation Academy                      | 12 september 2005 | Tekenles                          |            |
| Ant-Man and The Wasp: Nano Battle!     | 31 maart 2019     | Interactieve darkride             |            |
| Art of Animation                       | 12 september 2005 | Museum                            |            |
| Barrel of Fun                          | 18 november 2011  | Fotolocatie met Disneyfiguren     |            |
| Big Grizzly Mountain Runaway Mine Cars | 14 juli 2012      | Mijntreinachtbaan met lancering   |            |
| Cinderella Carousel                    | 12 september 2005 | Draaimolen                        |            |
| Dumbo the Flying Elephant              | 12 september 2005 | Draaimolen met armen              |            |
| Fairy Tale Forest                      | 17 december 2015  | Sprookjesbos                      |            |
| Fantasy Gardens                        | 12 september 2005 | Fotolocatie met Disneyfiguren     |            |
| Garden of Wonders                      | 17 mei 2013       | Beeldentuin                       |            |
| Geyser Gulch                           | 4 juli 2012       | Speeltuin                         |            |
| Hong Kong Disneyland Railroad          | 12 september 2005 | Smalspoortrein                    |            |
| Space Mountain                         | 12 september 2005 | Stalen overdekte achtbaan         |            |
| Iron Man Experience                    | 11 januari 2017   | Simulator                         |            |
| Iron Man Tech Showcase                 | 11 januari 2017   | Paviljoen                         |            |
| "It's a small world"                   | 28 april 2008     | Dark water ride                   |            |
| Jungle River Cruise                    | 12 september 2005 | Rondvaart                         |            |
| Liki Tikis                             | 12 september 2005 | Speeltuin                         |            |
| Mad Hatter Tea Cups                    | 12 september 2005 | Theekopjesattractie               |            |
| Main Street Vehicles                   | 12 september 2005 | Oldtimers                         |            |
| The Many Adventures of Winnie the Pooh | 12 september 2005 | Darkride                          |            |
| Mickey's PhilharMagic                  | 12 september 2005 | 3D-Bioscoop                       |            |
| Mystic Manor                           | 17 mei 2013       | Trackless darkride                |            |
| Mystic Point Freight Depot             | 17 mei 2013       | Speeltuin                         |            |
| Orbitron                               | 12 september 2005 | Draaimolen met armen              |            |
| Rafts to Tarzan's Treehouse            | 12 september 2005 | Rondvaart                         |            |
| RC Racer                               | 18 november 2011  | Halfpipe                          |            |
| Sleeping Beauty Castle                 | 12 september 2005 | Walkthrough                       |            |
| Slinky Dog Spin                        | 18 november 2011  | Rupsbaan                          |            |
| Snow White Grotto                      | 12 september 2005 | Beeldentuin                       |            |
| Star Wars: Command Post                | 11 juni 2016      | Fotolocatie met Star Wars-figuren |            |
| Sword in the Stone                     | 12 september 2005 | Interactief element               |            |
| Tarzan's Treehouse                     | 12 september 2005 | Walkthrough                       |            |
| Toy Soldiers Parachute Drop            | 18 november 2011  | Paratower                         |            |
| Wild West Photo Fun                    | 4 juli 2012       | Fotolocatie                       |            |

## Voormalige attracties
| Naam                          | Opening           | Sluiting         | Attractietype         | Afbeelding |
| ----------------------------- | ----------------- | ---------------- | --------------------- | ---------- |
| Autopia                       | 13 juli 2006      | 11 juni 2016     | Rondrit               |            |
| Buzz Lightyear Astro Blasters | 12 september 2005 | 31 augustus 2017 | Interactieve darkride |            |
| Stitch Encounter              | 13 juli 2006      | 2 mei 2016       | Interactieve film     |            |

Hong Kong Disneyland Resort · Lijst van attracties in Hong Kong Disneyland · Sleeping Beauty Castle · afbeeldingen